# Michael Crawford
Michael Crawford, pseudonimo di Michael Patrick Smith (Salisbury, 19 gennaio 1942), è un attore e cantante britannico, attivo in campo teatrale, cinematografico e televisivo. Acclamato interprete di musical a Broadway e nel West End, Crawford ha vinto due Laurence Olivier Award e un Tony Award, ricevendo grandi apprezzamenti per la sua interpretazione del Fantasma dell’Opera nel musical di Andrew Lloyd Webber The Phantom of the Opera, un ruolo da lui originato a Londra nel 1986. È noto inoltre al pubblico britannico per aver interpretato lo sfortunato Frank Spencer nella celebre sitcom inglese degli anni '70 Un terribile cocco di mamma.

## Biografia

### Infanzia e formazione
Michael Crawford nasce Michael Patrick Smith a Salisbury, nello Wiltshire. Fu allevato dalla madre Doris Agnes Mary Pike e dai nonni materni Montague e Edith Pike. Il primo marito della madre, che non era il padre biologico di Crawford, era Arthur Dumbell Smith,, che morì appena un anno dopo il matrimonio nella Battaglia d'Inghilterra . Sedici mesi dopo la morte di Smith (6 settembre 1940) nacque Michael, frutto di una breve relazione con un altro uomo, ma ricevette comunque il cognome del primo marito della madre .
Durante i primi anni, Crawford crebbe tra il campo militare del Wiltshire, dove lui e la madre vissero durante la guerra, e l'isola di Sheppey, di fronte alle coste del Kent. Alla fine della Seconda Guerra Mondiale, sua madre si risposò con un droghiere, Lionel Dennis "Den" Ingram. La coppia si trasferì a Londra, dove Michael cominciò a cantare nel coro della chiesa del suo quartiere, mentre frequentava la Oakfield Preparatory School con il nome di Michael Ingra. Il secondo matrimonio, come racconta Crawford, fu tuttavia burrascoso e violento, e la donna morì all'età di 44 anni per una forte pancreatite. Dopo la morte della madre, Michael fu affidato ai Kendall, una nota famiglia teatrale.

### Gli anni cinquanta: attore bambino
La sua prima apparizione teatrale fu in una produzione scolastica dello spettacolo musicale di Benjamin Britten Let's Make an Opera, nel quale interpretava Sammy the Little Sweep. Il suo debutto professionale come attore avvenne in un'altra produzione di questo stesso spettacolo al Scala Theatre di Londra, dove continuò ad interpretare Sammy insieme con un'altra voce bianca, David Hemmings.
Poco dopo l'English Opera Group scelse Crawford per interpretare Japhet in un'altra operetta di Britten, Noye's Fludde, basata sul racconto biblico dell'Arca di Noè. Crawford racconta che fu durante questa produzione che realizzò per la prima volta di voler fare seriamente l'attore nella vita. Tra le produzioni di Let's Make an Opera e Noye's Fludde decise di dover cambiare il proprio nome. Tornando a casa dopo un'audizione, Michael vide una pubblicità che recitava “I biscotti Crawford sono i migliori”, e per questo decise di adottare il nome di Michael Crawford.
In quegli anni, recitò in molte produzioni teatrali, tra le quali: Head of the Family di André Birabeau, Come Blow Your Horn di Neil Simon, Change for the Angel di Bernard Kops, Out of the Frying Pan di Francis Swann, nelle opere di Shakespeare Giulio Cesare, Coriolano  e La dodicesima notte, L'importanza di chiamarsi Ernesto di Oscar Wilde, The Striplings, The Move After Checkmate e altre ancora.
Intanto appare in decine di programmi radio e adattamenti radiofonici di spettacoli teatrali, nonché in alcune sitcom e soap-opera della BBC, come: Billy Bunter, Emergency - Ward 10, Probation Officer, e Two Living, One Dead. Appare nel ruolo del giovane mozzo John Drake nella serie televisiva britannica Sir Francis Drake con Terence Morgan e Jean Kent. Ha lavorato anche in due film per bambini, ricoprendo ruoli principali: Blow Your Own Trumpet e Soapbox Derby, per la Children's Film Foundation del Regno Unito.

### Gli anni sessanta: il debutto cinematografico e l'affermazione a teatro
A diciannove anni, Crawford viene ingaggiato per recitare nel ruolo di un giovane americano, Junior Sialen, nel film del 1962 Amante di guerra, al fianco di Steve McQueen. Per prepararsi a questo ruolo ha ascoltato per ore Woody Woodbury, celebre attore comico statunitense, per perfezionare il proprio accento americano. In seguito, dopo aver di nuovo recitato a teatro, è il protagonista del film Two Left Feet e gli viene offerto il ruolo del centauro Byron nella serie televisiva Not So Much a Programme, More a Way of Life. Per la sua interpretazione, Crawford viene notato dal regista Richard Lester, che lo scrittura per il ruolo di Colin nel film Non tutti ce l'hanno, che sarebbe diventato un grande successo in Gran Bretagna. Lester sceglie Crawford anche per l'adattamento cinematografico del musical di Stephen Sondheim “A Funny Thing Happened on the Way to the Forum”. Nel cast del film figuravano anche Zero Mostel, Jack Gilford, Buster Keaton e Phil Silvers. Recita anche al fianco di John Lennon e Roy Kinnear nel film Come ho vinto la guerra. Appare con Oliver Reed nel film The Jokers. Nel 1967 debutta a Broadway nella commedia di Peter Shaffer “Black Comedy” con Lynn Redgrave (anche lei debuttante), dove comincia a mostrare una certa attitudine per una comicità rocambolesca caratterizzata da personaggi che camminano sui muri e cadute dalla scale. Mentre lavorava in questo show, fu notato da Gene Kelly, che lo fece chiamare a Hollywood per fare un provino per una parte nell'adattamento cinematografico del musical “Hello, Dolly!” per il ruolo di Cornelius Hackl. Superata l'audizione, Crawford entrò a far parte ufficialmente del cast del film, che comprendeva Barbra Streisand and Walter Matthau.

### Gli anni settanta
Nel 1972 appare nel film musicale Alice's Adventures In Wonderland, nel quale interpretava il Coniglio Bianco. Nel 1975, dopo un periodo di disoccupazione, divorzia dalla moglie Gabrielle, dopo dieci anni di matrimonio. Dopo la crisi del matrimonio, Crawford torna in Gran Bretagna e appare nella farsa londinese No Sex Please, We're British, dove interpreta il frenetico capo cassiere Brian Runnicles. La sua interpretazione gli vale un invito a partecipare in una nuova serie della BBC in cui avrebbe dovuto interpretare un uomo piuttosto infantile che combina guai ovunque lui vada. Tuttavia, Crawford non fu il primo a cui venne proposto il ruolo di Frank Spencer in Some Mothers Do 'Ave 'Em. Originariamente la parte era già stata offerta all'attore comico Ronnie Barker e a Norman Wisdom, ma entrambi avevano rifiutato. Crawford decide di interpretare Spencer in modo simile a quello con cui recitava nei panni di Brian Runnicles. Al suo fianco, nel ruolo dell'insofferente moglie Betty, vi era Michele Dotrice; la serie televisiva iniziò nel 1973. 
Some Mothers Do 'Ave 'Em divenne in breve tempo una delle trasmissioni più popolari della BBC. Inizialmente, furono prodotte solo due serie, nel 1973 e 1975, ma poi ne fu aggiunta una terza, più breve, nel 1978. Crawford ha detto di amare molto la comicità di artisti come Charlie Chaplin e Buster Keaton e, anche nelle scene più pericolose (cadute, incidenti e altro), non usò mai una controfigura, volendole recitare tutte lui.
Mentre lavorava in Some Mothers Do 'Ave 'Em, Crawford recitò anche nel musical Billy (basato sul romanzo “Billy Liar”) al Drury Lane Theatre di Londra. Fu il suo primo ruolo da protagonista in un musical del West End, e questo ruolo lo aiutò nella futura carriera di cantante e showman. A causa dell'impegno artistico necessario per ricoprire questo ruolo, Crawford comincia a prendere seriamente lezioni di canto da Ian Adam e di danza dall'otto volte candidata al Tony Award Onna White. Il musical fu un vero successo e presto, grazie a questo ruolo e a quello di Frank in Some Mothers Do 'Ave 'Em, Michael Crawford divenne molto popolare. Dopo la fine di Some Mothers Do 'Ave 'Em, Crawford ha continuato a recitare in commedie e musical, tra i quali il successo Flowers for Algernon (1979) nel ruolo di Charley Gordon. Crawford comincia a lavorare in una nuova sitcom della BBC, Chalk and Cheese, ma, dato gli scarsi risultati, decide di abbandonare il progetto e tornare al teatro.

### Gli anni ottanta:BarnumeThe Phantom of the Opera
Nel 1981 Crawford comincia a lavorare per la Disney nel film commedia/avventura Condorman, dove interpreta un eccentrico fumettista e illustratore di nome Woody Wilkins, a cui viene chiesta da un amico che lavora nella CIA di aiutare una donna russa a rendere reale un personaggio dei fumetti, Condorman. Il film, pur essendo abbastanza apprezzato dal pubblico, fu perentoriamente stroncato dalla critica.
Sempre nel 1981, Crawford lavora nella produzione originale londinese del musical di Cy Coleman “Barnum”, nel quale interpreta Phineas Taylor Barnum. Il musical aprì 11 giugno 1981 al London Palladium, dove replicò 655 volte. Al fianco di Crawford, come sua coprotagonista, vi era Deborah Grant. Il musical fu ben accolto e divenne il preferito di Margaret Thatcher e della Regina madre. Per il ruolo di P. T. Barnum, Crawford vinse il suo primo Olivier Award come miglior attore in un musical. Nel 1984 vi fu un revival in tour di Barnum e, nonostante tutto il resto del cast fosse cambiato, Crawford rimase nella produzione, che partì dalla Manchester Opera House di Manchester e si concluse al Victoria Palace di Londra nel 1986, dove fu registrata dalla BBC e mandata in onda in televisione.
Nel 1984, la sera dell'ultima anteprima di Starlight Express, Michael Crawford incontrò l'autore del musical, Andrew Lloyd Webber. Lloyd Webber aveva già incontrato Crawford in numerose occasioni e lo ricordava per Flowers for Algernon, così lo mise al corrente del fatto che stesse lavorando su un adattamento musicale del romanzo di Gaston Leroux “Il Fantasma dell’Opera” e gli chiese se fosse interessato. Crawford lo era, ma lo score del musical non era ancora stato nemmeno completato. Alcuni mesi più tardi, dopo l'uscita del video promozionale con il cantante rock Steve Harley e il soprano Sarah Brightman che cantavano una canzone del musical, Crawford suppose che Lloyd Webber avesse deciso di rendere il musical una “rock opera” e si disinteressò al progetto.
Tuttavia, lo stesso Lloyd Webber aveva deciso di scrivere un musical più operistico che rock, così lasciò da parte Harley e si dedicò alla ricerca di un protagonista per il suo musical. Una sera, mentre Lloyd Webber accompagnava la moglie Sarah Brightman a lezioni di canto, sentì qualcuno cantare l'aria di Handel Care Selve da Atalanta. Lloyd Webber, colpito dalla voce, chiese all'insegnante di canto chi fosse il suo studente, e questi gli rispose che era Michael Crawford. Così Webber convocò Crawford per un provino e lo scelse come protagonista per il suo nuovo musical. Inizialmente molti critici rimasero perplessi a causa di questa scelta: Crawford era noto per essere stato l'imbranato Frank Spencer, e quindi si domandavano se avesse le capacità sceniche e vocali per gestire un ruolo così impegnativo. Nel 1986, Crawford cominciò a cantare nel musical a Londra, e ricoprì il ruolo del Fantasma anche a Broadway (1988) e Los Angeles (1989). Ha interpretato il Fantasma per oltre due anni e mezzo, per un totale di più di 1300 repliche, vincendo un Olivier Award, un Tony Award, un Drama Desk e un Los Angeles Drama Critics Circle Award. Crawford viene così ricordato dai fan come il Fantasma per eccellenza, e il brano “The Music of the Night” è diventato uno dei cavalli da battaglia del cantante. Crawford cantò “The Music of the Night” anche davanti al presidente George H. W. Bush in occasione di una cena di gala, il giorno del quarantasettesimo compleanno di Michael.
Il 29 aprile 1991 dopo due anni e mezzo e 1300 repliche, Crawford lasciò il musical. Il cantante ha ammesso di aver cambiato volontariamente un verso nella canzone finale, proprio ad indicare il fatto che quella fosse la sua ultima volta nelle vesti del Phantom. Infatti, nel momento in cui, prima di dire addio all'amata Christine, invece di dire "Christine....I love you..." come da copione, disse "Christine....I loved you..." (Christine…ti amai…).
Dalla fine degli anni '80, Crawford è diventato molto attivo nel campo della beneficenza, soprattutto per quello che riguarda i bambini in difficoltà. È stato anche presidente della The Sick Children's Trust.

### Gli anni novanta, duemila e duemiladieci
Dopo l'ultima rappresentazione nel Phantom a Los Angeles, Crawford cominciò a dedicarsi a un'intensa attività concertistica durata per oltre un decennio tra Stati Uniti, Canada, Regno Unito, Australia e Nuova Zelanda, a cominciare da The Music of Andrew Lloyd Webber nel 1992. Nel 1998 ha cominciato il tour Michael Crawford: Live In Concert, in giro per gli Stati Uniti. Una replica, Cerritos Arts Center di Los Angeles, è stata registrata e trasmessa in televisione. Nel 2006 ha dato il via ad una breve tournée di concerti in Nuova Zelanda e Australia ed è apparso ad una serata di beneficenza a Chicago.
Nel 1993, Michael lavora nuovamente per la 20th Century Fox, dando la voce a Cornelius nel film d'animazione C'era una volta nella foresta. Nel 1995 lavora in uno show di Las Vegas, intitolato EFX, e costato 70 milioni di dollari. Lo show, rappresentato nel Grand Theatre di Las Vegas, era caratterizzato da grandi effetti speciali e da numeri acrobatici, durante uno dei quali Michael Crawford cadde da quattro metri d'altezza e fu costretto a farsi operare. Senza la presenza di un attore di richiamo come Crawford, lo show fallì poco dopo.
Nel 2002 fu votato diciassettesimo, prima ancora della regina Vittoria, nella lista del 100 Greatest Britons. Nel 2003 Crawford è tornato per breve tempo a Broadway per ricoprire il ruolo di Von Krolock nella prima produzione inglese del musical tedesco Tanz der Vampire. Il musical fu un vero flop e i fan della versione tedesca del musical incolparono Crawford, mentre i fan di Michael diedero la colpa ad altri fattori.
Crawford è stato anche il primo interprete a Londra del malvagio e obeso Conte Fosco nel musical di Andrew Lloyd Webber The Woman in White, nel 2004. Tuttavia, appena pochi mesi dopo Michael fu costretto a lasciare la produzione da alcuni problemi di salute dovuti al fatto di essere dovuto ingrassare molto per poter ricoprire il ruolo. Crawford, non essendo guarito, fu sostituito da Michael Ball, e non riprese nemmeno il ruolo a Broadway. In seguito, Crawford scoprì di soffrire di Sindrome da fatica cronica, che lo destabilizzò per due anni.
Nel 2006 Crawford partecipa alla serata di gala in onore di The Phantom of the Opera, per celebrare il fatto che il musical fosse diventato il più longevo della storia di Broadway, avendo superato sia Cats che Les Misérables. In quell'occasione ha affermato che quella fosse la prima volta in cui avesse mai assistito ad un show in cui lui aveva recitato in precedenza. Il 23 ottobre 2010 Crawford e Lloyd Webber partecipano alla replica del “Phantom” a Londra, al termine della quale festeggiano le 10.000 repliche del musical.
Dal febbraio 2011 Crawford recita nel musical di Andrew Lloyd Webber The Wizard of Oz in cui interpreta il ruolo del Mago di Oz al London Pallaidum. Crawford resterà nella compagnia fino al febbraio 2012. Crawford lascia la produzione del musical il 5 febbraio 2012 e viene sostituito dall'astrologo inglese Russell Grant.
Il 2 ottobre 2011 Crawford è apparso, insieme a Sarah Brightman nel finale della produzione di The Phantom of the Opera alla Royal Albert Hall, in occasione del venticinquesimo anniversario del musical. Crawford, nonostante la grande richiesta dei fan, non ha cantato, avendo da poco terminato una matinée al London Palladium.
Nel 2016 torna sulle scene londinesi con il musical The Go-Between, tratto dal romanzo L'età incerta di L. P. Hartley, pubblicato a Londra nel 1953.

## Vita privata
Michael Crawford è stato sposato con Gabrielle Lewis dal 1965 al 1975, quando la coppia divorziò. Crawford e la Lewis ebbero due figlie: Emma (nata nel 1966) e Lucy (nata nel 1968).

## Profilo vocale
Noto per la voce particolarmente estesa (da baritono a controtenore), caratterizzata da un timbro particolarmente chiaro e aggraziato, carente di armonici, con un uso costante della voce di testa, utilizzato in un vastissimo repertorio che comprende, oltre ad una consistente galleria di brani da musical (per i quali la discografia dell'artista è una delle più ampie e variegate in assoluto), canzoni swing, pop e di altro genere.

## Teatrografia parziale
- Out of the Frying Plan, di C.E. Webber, regia di Bryan Bailey. Belgrade Theatre di Coventry (1958)
- Giulio Cesare, di William Shakespeare, regia di Bryan Bailey. Belgrade Theatre di Coventry (1959)
- Come Blow Your Horn, di Neil Simon, regia di Cy Endfield. Prince of Wales Theatre di Londra (1962)
- Coriolano, di William Shakespeare, regia di Tyrone Guthrie, con Ian McKellen. Nottingham Playhouse di Nottingham (1963)
- L'importanza di chiamarsi Ernesto, di Oscar Wilde, regia di Tyrone Guthrie, con Ian McKellen. Nottingham Playhouse di Nottingham (1963)
- Black Comedy/White Lies, di Peter Shaffer, regia di John Dexter. Ethel Barrymore Theatre di Broadway (1967)
- No Sex Please, We're British, regia di Alistair Foot e Anthony Marriott. Strand Theatre di Londra (1971)
- Billy, libretto di Dick Clement e Ian La Frenais, colonna sonora di John Barry, testi di Don Black, regia di Patrick Garland. Theatre Royal Drury Lane di Londra (1974)
- Flowers for Algernon, libretto di David Rogers, colonna sonora di Charles Strouse, regia di Peter Coe. Queen's Theatre di Londra (1979)
- Barnum, libretto di Mark Bramble, testi di Michael Stewart, colonna sonora di Cy Coleman, regia di Joe Layton. London Palladium di Londra (1983-1984), tour britannico (1985-1986)
- The Phantom of the Opera, libretto di Richard Stilgoe, testi di Charles Hart, colonna sonora di Andrew Lloyd Webber, regia di Harold Prince. His Majesty's Theatre di Londra (1986-1987), Majestic Theatre di Broadway (1988-1989), Ahmanson Theatre di Los Angeles (1989-1990)
- EFX, scritto e diretto da Gary Goddard e Tony Christopher. MGM Grand Las Vegas di Los Angeles (1995)
- Dance of the Vampires, libretto e colonna sonora di Jim Steinman, regia di John Rando. Minskoff Theatre di Broadway (2002)
- The Woman in White, libretto di Charlotte Jones, testi di David Zippell, colonna sonora di Andrew Lloyd Webber, regia di Trevor Nunn. Palace Theatre di Londra (2004)
- The Wizard of Oz, libretto di Jeremy Sams e Andrew Lloyd Webber, colonna sonora di Harold Arlen e Lloyd Webber, testi di Yip Harburg e Tim Rice, regia di Jeremy Sams. London Palladium di Londra (2011)
- The Go-Between, libretto di David Wood, colonna sonora di Richard Taylor, regia di Roger Haines. Apollo Theatre di Londra (2016)

## Filmografia parziale

### Cinema
- Amante di guerra (The War Lover), regia di Philip Leacock (1962)
- Non tutti ce l'hanno (The Knack ...and How to Get It), regia di Richard Lester (1965)
- Dolci vizi al foro (A Funny Thing Happened on the Way to the Forum), regia di Richard Lester (1966)
- Come ho vinto la guerra (How I Won the War), regia di Richard Lester (1967)
- Hello, Dolly!, regia di Gene Kelly (1969)
- I formidabili (The Games), regia di Michael Winner (1970)
- Le avventure di Alice nel Paese delle Meraviglie (Alice's Adventures In Wonderland), regia di William Sterling (1972)
- Condorman, regia di Charles Jarrott (1981)
- WALL•E, regia di Andrew Stanton (2008)
- The Phantom of the Opera at the Royal Albert Hall, regia di Laurence Connor (2011)

### Televisione
- Le avventure di Guglielmo Tell - serie TV, 1 episodio (1958)
- Sir Francis Drake - serie TV, 18 episodi (1961-1962)
- Un terribile cocco di mamma - serie TV, 23 episodi (1973-2016)
- Private Eyes - serie TV, 1 episodio (2019)

### Doppiaggio
- C'era una volta nella foresta (Once Upon a Forest), regia di Charles Grosvenor (1993)

## Discografia

### Album in studio
- 1987 - Songs from the Stage and Screen
- 1990 - The Phantom Unmasked
- 1991 - Michael Crawford Performs Andrew Lloyd Webber
- 1992 - With Love
- 1993 - A Touch of Music in the Night
- 1994 - Favorite Love Songs
- 1998 - On Eagle's Wings
- 1998 - In Concert
- 1999 - A Christmas Album
- 2001 - The Disney Album
- 2001 - The Early Years - MCIFA Members Only Exclusive
- 2002 - The Best of Michael Crawford - Australian Release
- 2005 - The Very Best of Michael Crawford

### Colonne sonore
- 1966 - A Funny Thing Happened on the Way to the Forum
- 1969 - Hello, Dolly!
- 1974 - Billy
- 1980 - Flowers for Algernon
- 1981 - Barnum
- 1986 - Phantom of the Opera
- 1986 - Highlights from Phantom of the Opera
- 1993 - Once Upon a Forest
- 1995 - EFX
- 2004 - Woman In White (2004 London Cast)
- 2008 - WALL•E
- 2011 - The Wizard of Oz

### Come ospite
- 1998 - Save The Children: Christmas Carols and Festive Songs
- 1998 - Premier Collection Andrew Lloyd Webber
- 1991 - Barry Manilow: Showstoppers
- 1992 - A Christmas Spectacular
- 1993 - Barbra Streisand: Back To Broadway
- 1993 - David Foster's Christmas Album
- 1994 - The London Symphony Orchestra Performs Rice/Webber)
- 1999 - Sarah Brightman: The Andrew Lloyd Webber Collection
- 2000 - Millennium Chorus
- 2000 - Child of the Promise
- 2001 - My Favorite Broadway: The Love Songs
- 2012 - Standing Ovation: The Greatest Songs from the Stage

## Riconoscimenti
- Laurence Olivier Award
  - 1979 - Candidatura al miglior attore in un musical per Charlie and Algernon
  - 1981 - Miglior attore in un musical per Barnum
  - 1986 - Miglior attore in un musical per The Phantom of the Opera
  - 2005 - Candidatura alla miglior performance in un ruolo non protagonista in un musical per The Woman in White
- Tony Award[27]
  - 1988 - Miglior attore protagonista in un musical per The Phantom of the Opera
- Drama Desk Award[28]
  - 1988 - Miglior attore in un musical per The Phantom of the Opera
- Outer Critics Circle Award
  - 1988 - Miglior attore in un musical per The Phantom of the Opera
- Grammy Award[29]
  - 1993 - Candidatura alla miglior interpretazione vocale di gruppo per The Music of the Night
  - 1993 - Candidatura al miglior album pop tradizionale per A Touch of Music in the Night

## Doppiatori italiani
In italiano Michael Crawford è stato doppiato da:
- Pino Colizzi in Hello, Dolly!
- Oreste Lionello in Come ho vinto la guerra, Le avventure di Alice nel Paese delle Meraviglie

Come doppiatore in Italia è stato sostituito da:
- Renato Mori in C'era una volta nella foresta